# 7-ма гвардійська танкова дивізія (СРСР)
7-ма гвардійська танкова Київсько-Берлінська ордена Леніна двічі Червонопрапорна ордена Суворова дивізія (7 гв. ТД, в/ч 53569; від 3.47: 58391) — військове з'єднання танкових військ Радянської армії, що існувало у 1945—1990 роках. Дивізія створена 10 липня 1945 року на основі 7-го гвардійського танкового корпусу у місті Градець-Кралове, Чехословаччина. Дивізія відносилась до розгорнутих першого ешелону, тому була укомплектована особовим складом і технікою майже на 100 % від штатної чисельності.

## Історія
Створена 10 липня 1945 року на основі 7-го гвардійського танкового корпусу у місті Градець-Кралове, Чехословаччина.
Від 18 листопада 1946 року скорочена до 7-го гвардійського танкового полку (мобілізаційного) — усі надані підрозділи залишилися, але були скорочені (полки до батальйонів, батальйони до рот), але в листопаді 1948 року знову розгорнута до повного розміру.
Реорганізація від 6 травня 1954 року:
- 23-й гвардійський мотосрілецький полк був переормований на 23-й гвардійський механізований полк
- 670-й гвардійський артилерійський полк був створений на базі 467-го гвардійського мінометного полку та 000 окремого гаубичного артилерійського дивізіону
- 4-й окремий гвардійський мотоциклетний батальйон був переформований на 4-й окремий гвардійський розвідувальний батальйон
- створено 000 окрему роту хімічного захисту

Реорганізація від червня 1957 року (наказ 12 березня 1957 року):
- розформовано 54-й гвардійський танковий полк
- 79-й гвардійський важкий танково-самохідний полк перетворений на 79-й гвардійський важкий танковий полк — один батальйон був переформований на 110-й окремий батальйон винищувачів танків
- 23-й гвардійський механізований полк був переформований на 202-й гвардійський мотострілецький полк

Від 8.6.58 до 14.9.61 року 52-й гвардійський танковий полк був наданий дивізії зі складу 6-та гвардійська танкова дивізія — достеменно невідомо який полк було замінено протягом цього часу але це може бути 55-й гвардійський танковий полк.
У 1960 році розформовано 00 окремий танковий навчальний батальйон.
3 травня 1961 року було виведено зі складу 110-й окремий батальйон винищувачів танків, та перейменовано на 119-й окремий танковий полк.
Реорганізація від 14 вересня 1961 року:
- 202-й гвардійський мотострілецький полк був переданий до складу 6-ї гвардійської танкової дивізія, та був заміщений на 200-й гвардійський мотострілецький полк
- 52-й гвардійський танковий полк повернутий до складу 6-ї гвардійської танкової дивізії
- створено 650-й окремий ракетний дивізіон

Від 19 лютого 1962 року створено 58-й окремий ремонтно-відновлювальний батальйон.
Від листопада 1967 року 200-й гвардійський мотострілецький полк був заміщений на 40-й мотострілецький полк.
У 1968 році 121-й окремий гвардійський саперний батальйон переформований на 121-й окремий гвардійський інженерно-саперний батальйон.
У 1972 році 000 окрема рота хімічного захисту переформована на 165-й окремий батальйон хімічного захисту.
У 1980 році 680-й окремий моторизований транспортний батальйон переформований на 183-й окремий батальйон матеріального забезпечення, та 440-ва окрема реактивна артилерійська батарея була включена до складу артилерійського полку.
У вересні 1987 року 650-й окремий ракетний дивізіон переданий до складу 448-ма ракетна бригада.
У липні 1990 року переформовано на 4214-ту гвардійську базу зберігання озброєння та майна.
Від 3 січня 1992 року перейшла під юрисдикцію України та переформована на 121-шу гвардійську базу зберігання озброєння та майна.

## Структура
Протягом історії з'єднання його стурктура та склад неодноразово змінювались.

### 1946
- 54-й гвардійський танковий полк
- 55-й гвардійський танковий полк
- 56-й гвардійський танковий полк
- 23-й гвардійський мотострілецький полк
- 79-й гвардійський важкий танково-самохідний полк
- 467-й гвардійський мінометний полк
- 287-й гвардійський зенітний артилерійський полк
- 000 окремий гаубичний артилерійський дивізіон
- 440-й окремий гвардійський мінометний дивізіон
- 4-й окремий гвардійський мотоциклетний батальйон
- 121-й окремий гвардійський саперний батальйон
- 146-й окремий гвардійський батальйон зв'язку
- 186-й окремий санітарно-медичний батальйон
- 680-й окремий автотранспортний батальйон
- 00 окремий танковий навчальний батальйон

### 1960
- 52-й гвардійський танковий полк (Дессау-Кохштедт, Східна Німеччина)
- 56-й гвардійський танковий полк (Цербст, Східна Німеччина)
- 79-й гвардійський важкий танковий полк (Рослау, Східна Німеччина) — від 1962 року 79-й гвардійський танковий полк
- 40-й мотострілецький полк (Бернбург, Східна Німеччина)
- 670-й гвардійський артилерійський полк (Дессау-Кохштедт, Східна Німеччина)
- 287-й гвардійський зенітний артилерійський полк (Рослау, Східна Німеччина)
- 4-й окремий гвардійський розвідувальний батальйон (Рослау, Східна Німеччина) — 1962 переведено до Дессау-Кохштедт
- 110-й окремий батальйон винищувачів танків (Рослау, Східна Німеччина)
- 121-й окремий гвардійський саперний батальйон (Рослау, Східна Німеччина)
- 146-й окремий гвардійський батальйон зв'язку (Рослау, Східна Німеччина)
- 000 окрема рота хімічного захисту (Рослау, Східна Німеччина)
- 186-й окремий свнітарно-медичний батальйон (Дессау, Східна Німеччина)
- 680-й окремий моторизований транспортний батальйон (Рослау, Східна Німеччина)

### 1970
- 55-й гвардійський танковий полк (Дессау-Кохштедт, Східна Німеччина)
- 56-й гвардійський танковий полк (Цербст, Східна Німеччина)
- 79-й гвардійський танковий полк (Рослау, Східна Німеччина)
- 40-й мотострілецький полк (Бернбург, Східна Німеччина)
- 670-й гвардійський артилерійський полк (Дессау-Кохштедт, Східна Німеччина)
- 287-й гвардійський зенітний артилерійський полк (Рослау, Східна Німеччина)
- 4-й окремий гвардійський розвідувальний батальйон (Дессау-Кохштедт, Східна Німеччина)
- 650-й окремий ракетний дивізіон (Рослау, Східна Німеччина)
- 440-ва окрема реактивна артилерійська батарея (Рослау, Східна Німеччина)
- 121-й окремий гвардійський інженерно-саперний батальйон (Рослау, Східна Німеччина)
- 146-й окремий гвардійський батальйон зв'язку (Рослау, Східна Німеччина)
- 58-й окремий ремонтно-відновлювальний батальйон (Рослау, Східна Німеччина)
- 000 окрема рота хімічного захисту (Рослау, Східна Німеччина)
- 186-й окремий свнітарно-медичний батальйон (Дессау, Східна Німеччина)
- 680-й окремий моторизований транспортний батальйон (Рослау, Східна Німеччина)

### 1980
- 55-й гвардійський танковий полк (Дессау-Кохштедт, Східна Німеччина) — 1980 до Віттенберг
- 56-й гвардійський танковий полк (Цербст, Східна Німеччина)
- 79-й гвардійський танковий полк (Рослау, Східна Німеччина)
- 40-й мотострілецький полк (Бернбург, Східна Німеччина)
- 670-й гвардійський артилерійський полк (Дессау-Кохштедт, Східна Німеччина)
- 287-й гвардійський зенітний ракетний полк (Рослау, Східна Німеччина)
- 4-й окремий гвардійський розвідувальний батальйон (Дессау-Кохштедт, Східна Німеччина) — 1983 передано до Кведлінбург
- 650-й окремий ракетний дивізіон (Рослау, Східна Німеччина)
- 121-й окремий гвардійський інженерно-саперний батальйон (Рослау, Східна Німеччина)
- 146-й окремий гвардійський батальйон зв'язку (Рослау, Східна Німеччина)
- 58-й окремий ремонтно-відновлювальний батальйон (Рослау, Східна Німеччина)
- 165-й окремий батальйон хімічного захисту (Рослау, Східна Німеччина)
- 186-й окремий медичний батальйон (Дессау, Східна Німеччина)
- 183-й окремий батальйон матеріального забезпечення (Рослау, Східна Німеччина)

### 1988
- 55-й гвардійський танковий полк (Віттенберг, Східна Німеччина)
- 56-й гвардійський танковий полк (Цербст, Східна Німеччина)
- 79-й гвардійський танковий полк (Рослау, Східна Німеччина)
- 40-й мотострілецький полк (Бернбург, Східна Німеччина)
- 670-й гвардійський артилерійський полк (Дессау-Кохштедт, Східна Німеччина)
- 287-й гвардійський зенітний ракетний полк (Рослау, Східна Німеччина)
- 4-й окремий гвардійський розвідувальний батальйон (Кведлінбург, Східна Німеччина)
- 121-й окремий гвардійський інженерно-саперний батальйон (Рослау, Східна Німеччина)
- 146-й окремий гвардійський батальйон зв'язку (Рослау, Східна Німеччина)
- 58-й окремий ремонтно-відновлювальний батальйон (Рослау, Східна Німеччина)
- 165-й окремий батальйон хімічного захисту (Рослау, Східна Німеччина)
- 186-й окремий медичний батальйон (Дессау, Східна Німеччина)
- 183-й окремий батальйон матеріального забезпечення (Рослау, Східна Німеччина)

## Розташування
- Рослауські[en] казарми (Meinsdorf Kaserne) [визначення США: Rosslau Army Barracks 201]: 51 54 10N, 12 16 24E (дивізійний штаб та всі підпрозділи окрім зазначених нижче)
- Віттенберзькі казарми (Flak Kaserne) [визначення США: Wittenberg Army Barracks 283]: 51 53 19N, 12 41 23E (55-й гвардійський танковий полк від 1980)
- Цербстські казарми (Wilhelminische Kaserne) [визначення США: Zerbst Army Barracks 221]: 51 58 27N, 12 05 31E (56-й гвардійський танковий полк)
- Бернбургзькі казарми (Infanterie Kaserne) [визначення США: Bernburg Army Barracks 241]: 51 48 01N, 11 43 13E (40-й мотострілецький полк)
- Дессауські казарми (Kochstedt Kaserne) [визначення США: Dessau-Cochstedt Army Barracks 241]: 51 47 52N, 12 11 29E (55-й гвардійський танковий полк до 1980 та 670-й гвардійський артилерійський полк)
- Кведлінбурзькі казарми (Quarmbeck Kaserne) [визначення США: Quedlinburg Army Barracks 221): 51 45 20N, 11 08 18E (4-й окремий гвардійський розвідувальний батальйон від 1983)
- Дессауські казарми (Dessau Serum Institut): 51 50 24N, 12 13 49E (186-й окремий медичний батальйон)
- Пирятинські казарми/склади: 50 12 54N, 32 29 02E

## Оснащення
- 1974: 325 Т-62
- 1979: Т-62 (усі полки), Т-64 (тільки 79 гв. ТП), 2К12 «Куб» (зенітний полк), 122-мм 2С1 «Гвоздика» (40 МСП), 152-мм 2С3 «Акація» (670 гв. АП)
- 12.85: 9500 ос, 279 Т-64A, 40 Т-64Б, 188 БМП-1, 45 БМП-2, 24 БТР-60, 54 122-мм 2С1 «Гвоздика», 18 122-мм Д-30, 36 152-мм 2С3 «Акація»

Оснащення на 19.11.90 (за умовами УЗЗСЄ):
- 187 Т-64, 11 БМП-1, 15 БРМ-1К, 12 БМ-21 «Град», 30 Р-145БМ, 3 РХМ-4, 2 УР-67, 6 МТ-55А та 22 МТ-ЛБТ